# Suzumiya Haruhi no Shōshitsu
Suzumiya Haruhi no Shōshitsu (涼宮ハルヒの消失 lit. La desaparición de Haruhi Suzumiya?) es una película de anime japonesa basada en la cuarta novela ligera homónima de Suzumiya Haruhi.
Fue producida por Kyoto Animation y se estrenó el 6 de febrero de 2010.

## Argumento
La historia toma lugar entre el 16 y 24 de diciembre, un mes después del festival cultural. Acercándose las vacaciones de invierno, la Brigada SOS, liderada por Haruhi Suzumiya, planea hacer una fiesta de nabe para Navidad. Sin embargo, el 18 de diciembre, Kyon llega al instituto para descubrir que todo ha cambiado. Haruhi e Itsuki Koizumi han desaparecido, Yuki Nagato es una estudiante normal con sentimientos, Ryoko Asakura, quien había sido eliminada por Yuki, también es una estudiante normal y Mikuru Asahina no le reconoce. La única pista que tiene es un marcapáginas que le dejó Yuki, que lleva a Kyon en un viaje a través del tiempo relacionado con la historia del episodio «Rapsodia de una Hoja de Bambú», intentando resolver el misterio y restaurar su línea temporal.

## Reparto
| - Tomokazu Sugita - Kyon - Aya Hirano - Haruhi Suzumiya - Minori Chihara - Yuki Nagato - Yūko Gotō - Mikuru Asahina - Daisuke Ono - Itsuki Koizumi - Natsuko Kuwatani - Ryoko Asakura - Yuki Matsuoka - Tsuruya - Minoru Shiraishi - Taniguchi - Megumi Matsumoto - Kunikida - Sayaka Aoki - Hermanita de Kyon - Eiji Yanagisawa - Profesor Okabe - Tomoyuki Higuchi - Kennosuke Arakawa | - Hitoshi Yanai - Masaki Uematsu - Tomo Adachi - Nanaka Ōnogi - Hitomi Harada - Kotone Kenmochi - Yoriko Nagata - Mizuho Saeki - Kenji Takahashi - Daichi Sakaki - Mai Aizawa - Yoshimi Sakanaka - Ryōta Asari - Noboru Toyohara - Noriko Obata - Reiko Hayama - Naoko Sugiura - Sakiha Hinata - Eri Taruta - Kanae Yura - Takuto Yoshinaga - Chico - Mayu Iino - Chica |

## Producción
El 18 de diciembre de 2007, la web oficial de "Suzumiya Haruhi no Yūutsu", "haruhi.tv", fue reemplazada por un falso error 404, una referencia a la fecha crucial de la novela. Inicialmente se creyó que se adaptaría la novela para la segunda temporada, que iba a emitirse el verano de 2009, pero ésta consistió en la reemisión de los episodios originales más algunos relatos de la segunda, tercera y quinta novela.
Sin embargo, el día en que se terminaban los episodios, el 8 de octubre, se mostró un tráiler de 30 segundos mostrando a Yuki Nagato, revelando que la historia sería hecha en película y se estrenaría el 6 de febrero de 2010. El 18 de diciembre, la web haruhi.tv mostró el primer tráiler oficial de la película. Antes de empezar este mostraban lo que parecían unas fechas "12 18 04 23". El 19 de diciembre, esos números ya no aparecieron y fueron reemplazados por un punto.

## Temas musicales

### Banda sonora
Suzumiya Haruhi no Shōshitsu Soundtrack
Salió a la venta el 27 de enero de 2010.
El CD1, a partir de la quinta canción, está interpretado por la "Orquesta Sinfónica Eminence".
El CD2 está interpretado por el pianista Seiji Honda.
| CD1 | |                 |          |  |
| N.º | Título | Escritor(es)    | Duración |  |
| 1.  | «Una Historia que Empieza en el Escenario Habitual (いつもの風景から始まる物語 Itsumo no Fuukei Kara Hajimaru Monogatari?)» | Satoru Kōsaki   | 3:51     |  |
| 2.  | «La Fiesta de Navidad de la Brigada SOS (SOS団クリスマスパーティ SOS Dan Kurisumasu Paati?)»                                | Satoru Kōsaki   | 2:24     |  |
| 3.  | «Momentos ruidosos (ドタバタ・タイム Dotabata Taimu?)»                                                                      | Satoru Kōsaki   | 1:03     |  |
| 4.  | «Lo que Espera Tras el Día a Día (日常の先に待ち受けるもの Nichijō no Saki ni Machiukeru mono?)»                            | Keigo Hoashi    | 0:51     |  |
| 5.  | «La Chica Llamada Ryōko Asakura (朝倉涼子という女性 Asakura Ryōko Toyuu Josei?)»                                            | Ryuichi Takada  | 2:59     |  |
| 6.  | «De la Preocupación al Miedo (不安から恐怖へ Fuan kara Kyōfu he?)»                                                          | Ryuichi Takada  | 1:44     |  |
| 7.  | «Expectativas Engañadas (裏切られた期待 Uragira Reta Kitai?)»                                                               | Keigo Hoashi    | 2:48     |  |
| 8.  | «La Extensión del Mundo Solitario (孤独世界の広がり Kodoku Sekai no Hiroga ri?)»                                            | Keigo Hoashi    | 3:14     |  |
| 9.  | «Certeza de Cambio Ambiental (環境変化の是非 Kankyouhenka no Zehi?)»                                                        | Satoru Kōsaki   | 2:56     |  |
| 10. | «La Pista de Haruhi Suzumiya (涼宮ハルヒの手がかり Suzumiya Haruhi no Tegakari?)»                                           | Kakeru Ishihama | 2:27     |  |
| 11. | «Pies que no Aparecen Antes de un Corazón Popular (はやる心と前に出ない足 Hayaru Kokoro to Mae ni Dena i Ashi?)»            | Satoru Kōsaki   | 1:14     |  |
| 12. | «Memorias Conectadas (つながった記憶 Tsunagatta Kioku?)»                                                                    | Satoru Kōsaki   | 2:33     |  |
| 13. | «La Brigada SOS Otra Vez (SOS団再び SOS dan Futatabi?)»                                                                     | Satoru Kōsaki   | 1:56     |  |
| 14. | «READY?» | Ryuichi Takada  | 4:13     |  |
| 15. | «Persiguiendo los Recuerdos de ese Día (あの日の記憶を追いかけて Ano Nichi no Kioku wo oi Kakete?)»                         | Satoru Kōsaki   | 1:27     |  |
| 16. | «Palabras Habladas por la Mujer Líder (導く女性の語る言葉 Michibiku Josei no Kataru Kotoba?)»                               | Keigo Hoashi    | 2:26     |  |
| 17. | «Huellas hacia el Futuro (未来への足跡 Mirai heno Sokuseki?)»                                                               | Keigo Hoashi    | 1:53     |  |
| 18. | «2ª Gymnopédie» | Erik Satie      | 2:55     |  |
| 19. | «Lo que se Esconde en el Corazón de Yuki Nagato (長門有希の心にあるもの Nagato Yuki no Kokoro Niarumono?)»                  | Keigo Hoashi    | 2:58     |  |
| 20. | «Verificación del Autoconocimiento (自己意識の確認 Jiko Ishiki no Kakunin?)»                                                | Keigo Hoashi    | 2:44     |  |
| 21. | «Punto Decisivo de la Historia (歴史の転換点 Rekishi no Tenkan ten?)»                                                       | Ryuichi Takada  | 3:18     |  |
| 22. | «Los Miembros de la Brigada que se Reencuentran (再び出逢えた団員たち Futatabi Deae ta Danin Tachi?)»                       | Satoru Kōsaki   | 5:01     |  |
| 23. | «Una Historia que Termina en el Escenario Habitual (いつもの風景で終わる物語 Itsumo no Fuukei de Owaru Monogatari?)»        | Satoru Kōsaki   | 3:16     |  |

| CD2 |                 |              |          |  |
| N.º | Título          | Escritor(es) | Duración |  |
| 1.  | «1ª Gymnopédie» | Erik Satie   | 3:17     |  |
| 2.  | «2ª Gymnopédie» | Erik Satie   | 2:50     |  |
| 3.  | «3ª Gymnopédie» | Erik Satie   | 2:27     |  |
| 4.  | «1ª Gnossienne» | Erik Satie   | 3:24     |  |
| 5.  | «2ª Gnossienne» | Erik Satie   | 2:17     |  |
| 6.  | «3ª Gnossienne» | Erik Satie   | 2:56     |  |
| 7.  | «Je te veux»    | Erik Satie   | 5:15     |  |

### Tema de apertura
Bōken Desho Desho?
Letra: Aki Hata / Compositor: Akiko Tomita / Arreglos: Takahiro Ando / Intérprete: Aya Hirano (Haruhi Suzumiya)
Salió a la venta el 26 de abril de 2006.

### Tema de cierre
Yasashii Bōkyaku
Letra: Aki Hata, Nagaru Tanigawa / Compositor: Masumi Itō/ Arreglos: Nijine / Intérprete: Minori Chihara (Yuki Nagato)
Salió a la venta el 24 de febrero de 2010.

## Estreno
La película se estrenó el 6 de febrero de 2010 en 24 cines diferentes en Japón. La lista se fue expandiendo y para el 25 de junio se emitía en 103 cines. El 6 de febrero, los actores de voz principales y los directores Tatsuya Ishihara y Yasuhiro Takemoto saludaron a los fanes en el "Cinema Sunshine", en Tokio. El 20 de febrero, Minoru Shiraishi (Taniguchi), el productor Atsushi Itō, la diseñadora de personajes Shoko Ikeda y el animador jefe Futoshi Nishiya estuvieron presentando la película en Kioto. En ambos eventos Minoru Shiraishi hizo de presentador.
La película se licenció en Norteamérica para su distribución por Bandai Entertainment, subsidiaria de Bandai Visual. Se estrenó subtitulada en inglés en San Francisco el 21 de mayo de 2010, seguida de un estreno en el "Laemmle's Sunset theater" en Hollywood el 24 de junio y una emisión teatral en Hawái en junio de 2010. En octubre se estrenó en Nueva York y el 22 de ese mes, en Taiwán. El 11 de noviembre en Corea del Sur y el 2 de diciembre, en Hong Kong.
En Europa se estrenó el 17 de octubre de 2010, en el evento "Scotland Loves Anime", en Escocia. Entre noviembre y enero se estrenó en algunas ciudades rusas (Y en Kiev, Ucrania el 5 de noviembre) con audio japonés y subtítulos rusos.

## Distribución
La película salió a la venta en BD/DVD, en ediciones regulares y limitadas el 18 de diciembre de 2010 en Japón. La edición limitada incluye:
- El personal haciendo fotos en el "hospital Kounan" (El mismo que aparece en la película)
- Grabación de la banda sonora
- Saludos de los actores de voz y los directores en Tokio el día del estreno
- Saludos del personal en Kioto
- Escenas del montaje de la película
- Making-of del videoclip de "Yasashii Bōkyaku"

Una versión en inglés producida por Bang Zoom! Entertainment saldrá al mercado en DVD en Norteamérica en primavera de 2011, mientras que en el Reino Unido saldrá durante el verano, producida por "Manga Entertainment".

## Recepción
Durante su primera semana se convirtió en una de la película más taquilleras, recaudando aproximadamente 200 millones de yen. A finales de julio había recaudado 840 millones de yen. La película ganó el premio a la mejor película de 2010 otorgado por Animation Kobe y el premio de "Trabajo Elegido por el Jurado" en la categoría de animación del Japan Media Arts Festival. La versión en BD vendió sobre 77.000 copias durante su primera semana, alcanzando la primera posición en las listas de Oricon, mientras que la versión en DVD quedó en cuarta posición, vendiendo 19.667 ejemplares.